# The Abandonment
The Abandonment er en amerikansk stumfilm fra 1916 af Donald MacDonald.

## Medvirkende
- Forrest Taylor som Dr. Edmund B. Stewart
- Helene Rosson som Emily Thurston
- Harry von Meter som Benson Heath